# Neuilly-en-Thelle

Neuilly-en-Thelle este o comună în departamentul Oise, Franța. În 1 ianuarie 2022 avea o populație de 4.132 de locuitori.